# Club de Mar de Castropol
El Club de Mar de Castropol es una sociedad dedicada al deporte del remo y pesca, fundada en 1949 y con sede en Castropol (Asturias, España), a orillas de la ría del Eo. Por la continuidad y el nivel de su trayectoria deportiva es uno de los principales clubes de remo españoles.
Sus símbolos identificadores son la camiseta de color verde con una franja blanca horizontal a la altura del pecho, colores de la bandera de Castropol, y un escudo que incluye las armas municipales junto a tres elementos marineros (ancla, salvavidas y remos) y la grafía de su nombre en el tipo de letra denominado Bauhaus. Estos colores de su camiseta les diferencia de otros clubes asturianos que utilizaban los colores rojo y azul (Remeros del Nalón y Club de Mar de Avilés).

## Historia

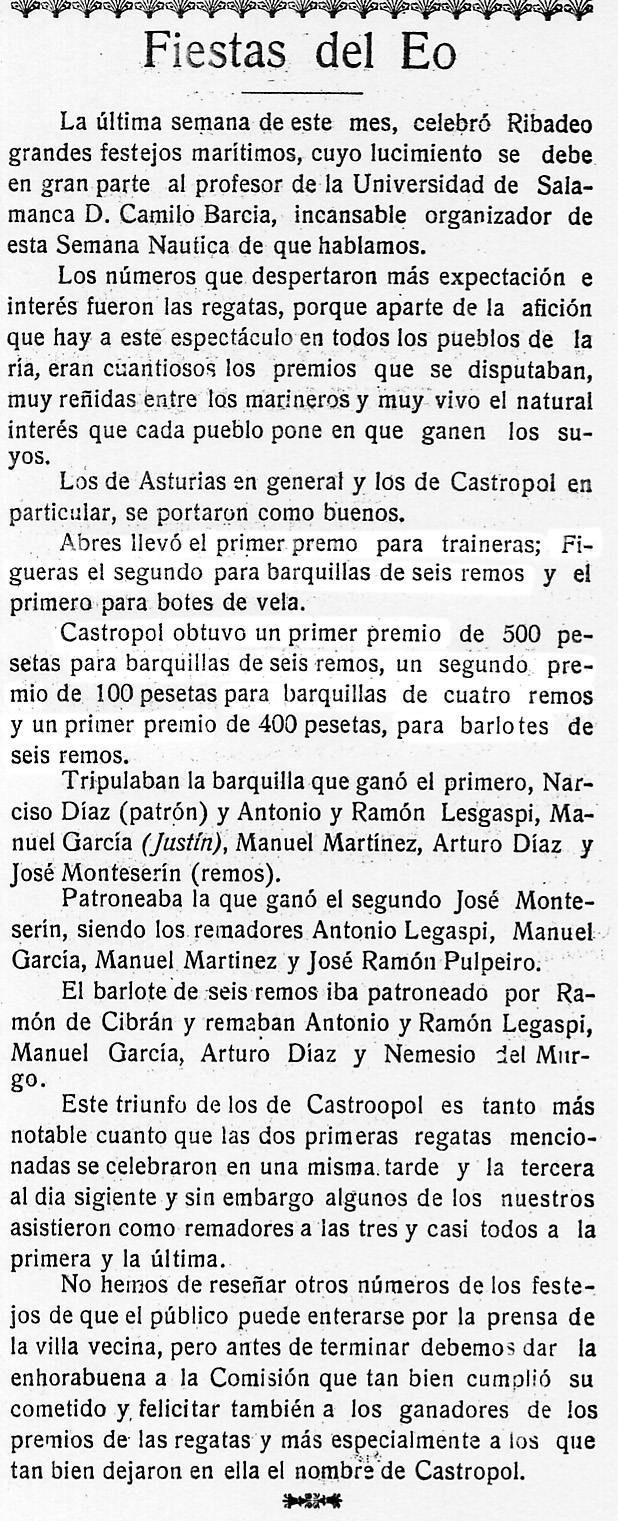
Reseña de las regatas a remo celebradas en Ribadeo en agosto de 1923.

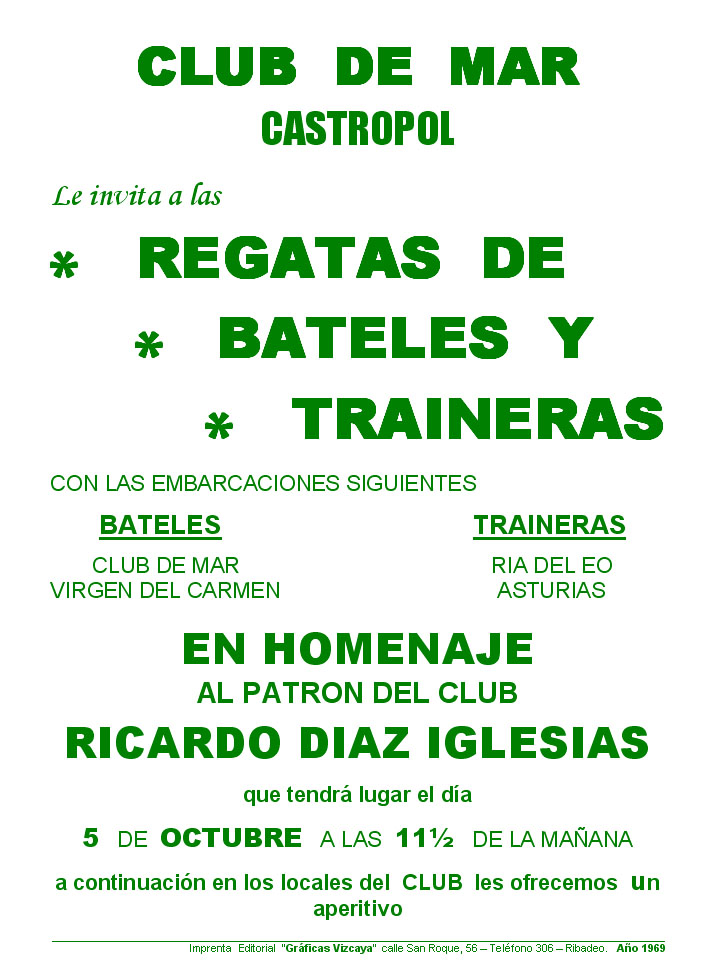
Cartel de las regatas celebradas en 1969 en honor de "Ricardín".

### Inicios
Como en muchos otros pueblos costeros, en Castropol se celebraban regatas de lanchas a remo por lo menos desde el siglo XIX, pero es de las celebradas en las primeras décadas del XX de las que ha quedado perdurable recuerdo, debido sobre todo a los relatos del escritor Pedro G. Arias, que llegó a competir en ellas como patrón de La Bala, la más memorable de las embarcaciones castropolenses de aquella época.
Sin embargo las diferencias entre las embarcaciones, al no estar construidas específicamente para la competición, eran en todas partes permanente causa de encendidas discusiones, en las que los vencidos trataban de buscar excusa a su derrota. Por ello, ya en la época posterior a la Guerra Civil, la Federación Española de Remo extendió su reglamentación a las embarcaciones tradicionales y definió las características de tres tipos de ellas: el batel, la trainerilla y la trainera.
El batel, con sólo cuatro remeros, permitía que se pudiera formar tripulación sin grandes problemas incluso a partir de poblaciones poco numerosas, y Castropol, Ribadeo, Abres, Vegadeo, Figueras, El Espín y Navia lo hicieron; a veces por duplicado o triplicado. Con mayor o menor constancia y éxito, estos pueblos competían entre sí, y también, en ocasiones como los Campeonatos de Asturias o los Descensos del Eo con las potencias centroasturianas de la época, Soto del Barco y Avilés; y los mejores de todos ellos accedían a competiciones de ámbito nacional, como el Trofeo San Isidro de Madrid, la Copa de Falanges del Mar, la de Educación y Descanso, o, sobre todo, los Campeonatos de España. Y fue en esas competiciones nacionales de bateles donde Castropol comenzó a situarse en primera línea del remo español, especialmente en las primeras mitades de los años 50 y 60
En 1949 la nueva normativa fue aceptada por los pueblos de la zona asturgalaica, y el 25 de julio Castropol estrenaba su primer batel. El club comenzó, pues, dedicándose exclusivamente a ese remo denominado de banco fijo, y dentro de él a la modalidad de bateles; en 1961 debutó en la de trainerillas, en 1962 en la de traineras; y en 1977 dio el salto a las modalidades de banco móvil (remo olímpico). Desde entonces compite en todas ellas y en todas las categorías, habiendo acumulado un impresionante palmarés, incluidos numerosos títulos de Campeón de España, y habiendo proporcionado remeros a los Equipos Nacionales de España en Campeonatos del Mundo y Juegos Olímpicos.
Dicho de otra manera, el club nació para encuadrar la presencia de los remeros de Castropol en las regatas de bateles disputadas en la ría del Eo a partir de 1949, que levantaban una enorme expectación en toda la zona asturgalaica cercana. El tremendo apasionamiento alrededor de ellas prosiguió en los años siguientes, reforzado en el caso de Castropol por una enconada rivalidad con Ribadeo y unos resultados crecientemente halagüeños que culminaron en los dos subcampeonatos nacionales conseguidos en 1951 y 1953. Y a partir de 1954 el desistimiento de Ribadeo (el pueblo del Eo que mayores, si no mejores, recursos humanos, organizativos y pecuniarios podía dedicar, y de hecho dedicó, al remo) dejó prácticamente sin rivales cercanos de consideración a Castropol, que desde entonces empezó a volar solo por el espacio remero español, y al cabo también por el internacional; en una trayectoria que desde las fiestas locales de Santiago y de San Roque de 1949, pasando por las más multitudinarias regatas de traineras de las capitales gallegas, cántabras o vascas, ha conducido a la presencia de remeros castropolenses en los Juegos Olímpicos de Barcelona, Atlanta y Sídney.

### Comienzos en trainera
El historial castropolense en trainerillas se abrió el 27 de agosto de 1961 en Avilés, en la primera jornada del campeonato nacional. Castropol venía de ser subcampeón de Asturias y de España de bateles, en ambos casos detrás del Club de Mar de Avilés; y tras sólo dos semanas de entrenamiento hizo acto de presencia con una vieja embarcación prestada y remos de batel. Al día siguiente Castropol era también subcampeón de España de trainerillas, batido por menos de cuatro segundos por Iberia de Sestao, e imponiéndose a los anfitriones; y a los también vizcaínos Kaiku y Altos Hornos. 
Castropol compitió por primera vez en traineras el 7 de agosto de 1962 en La Coruña, en la por entonces clásica regata de Educación y Descanso en honor de Franco; consiguiendo un digno cuarto puesto entre seis participantes. Un mes después, en La Concha de San Sebastián, en el Campeonato de España se cosechaba otro cuarto puesto, esta vez no tan digno ya que era el último.
A lo largo de los años siguientes la trainera de Castropol mantuvo un nivel más bien bajo y con escasas actuaciones, hasta que en 1966 acudió a Bilbao a competir en el I Gran Premio del Nervión, modestamente anunciado como La Regata del Siglo. Era su primera participación al margen de la prueba coruñesa y de los campeonatos nacionales, y también la primera en una regata de dos jornadas con ocho competidores. El resultado fue, teniendo en cuenta las circunstancias, un gran éxito: Castropol se clasificó para la final junto a las tres grandes tripulaciones de la época, Pedreña, Fuenterrabía y Pasajes de San Juan, logrando un cuarto puesto que supo a gloria.
A partir de 1967 Castropol fue consolidando su presencia en las regatas de traineras de las capitales cantábricas, casi siempre a un nivel modesto, siendo la mejor excepción a ello el excelente tercer puesto conseguido en La Coruña en 1968. Esta trayectoria levemente ascendente se quebró en 1971 con el incendio más arriba mencionado. Como consecuencia de él, Castropol se mantuvo ausente de las competiciones de traineras durante doce largos años.
En agosto de 1971 un incendio en el almacén del club destruyó todas las embarcaciones y dejó a la entidad en una precariedad total. Pero solo cuatro días después del suceso, Castropol, con una embarcación prestada, compitió en la Bandera de Santander; era todo un símbolo de la voluntad del club, y de todo un pueblo, por sobreponerse a la desgracia. Sin embargo en el terreno material la recuperación no se completó hasta que en 1985, gracias a la financiación del gobierno del Principado de Asturias, se construyó un nuevo edificio que incluye gimnasio y piscina de entrenamiento.
Castropol comenzó a competir en el banco móvil en el año 1977, con unos skiffs fabricados en Santoña, llegando a acudir ese año al campeonato nacional disputado en el embalse de Mequinenza (Zaragoza) con un único remero juvenil, que no logró pasar de la primera eliminatoria. Cinco años después se lograría, en 1x infantil femenino, el primer título nacional.
Hasta los años ochenta la mayoría de las regatas de bateles eran a ocho largos, lo cual hacía que las ciabogas (siete, con la circunstancia de que al ser el largo de sólo 250 metros todas las maniobras eran claramente visibles por el público) fueran parte esencial tanto del espectáculo como del resultado de la prueba, y que los patrones adquirieran un protagonismo muy evidente. Y Castropol tuvo la suerte de contar con un patrón inigualable, Ricardo Díaz Iglesias, Ricardín de Primote. Por ello, cuando el 13 de agosto de 1962, en La Coruña, Ricardín recibió con su acostumbrada impasibilidad de manos de Franco la copa de Campeón de España, todos tuvieron la sensación de que al fin se recompensaba adecuadamente su maestría. Aún lograría ese triunfo máximo otras dos veces, en 1964 y 1965 (en sendas apoteosis, al ser ambas en aguas de Castropol), añadiría un subtítulo nacional de trainerillas a los tres de bateles que ya había logrado en 1951, 1953 y 1961, y llegaría incluso a gobernar la trainera castropolense en sus primeras salidas, hasta el homenaje que en 1969 cerró su carrera deportiva.

### Retorno de la trainera
En 1984 se produjo el retorno con un notable reto organizativo, ya que ese año se celebraron en Castropol el Campeonato de España y la primera edición de la regata Bandera Príncipe de Asturias, que desde entonces se ha convertido en una competición clásica reeditada año tras año. Hagamos notar que éstas fueron las dos primeras regatas de traineras que fue dado presenciar a los castroplenses en toda la historia (al margen de una de ámbito local en 1969), ya que durante todos aquellos años se dio la insólita circunstancia de que Castropol competía siempre lejos (a 150, 300, 500... Km) de su pueblo.
En categoría absoluta, sería en 1986 cuando se obtuvo la primera medalla de banco móvil: El bronce en 2+.

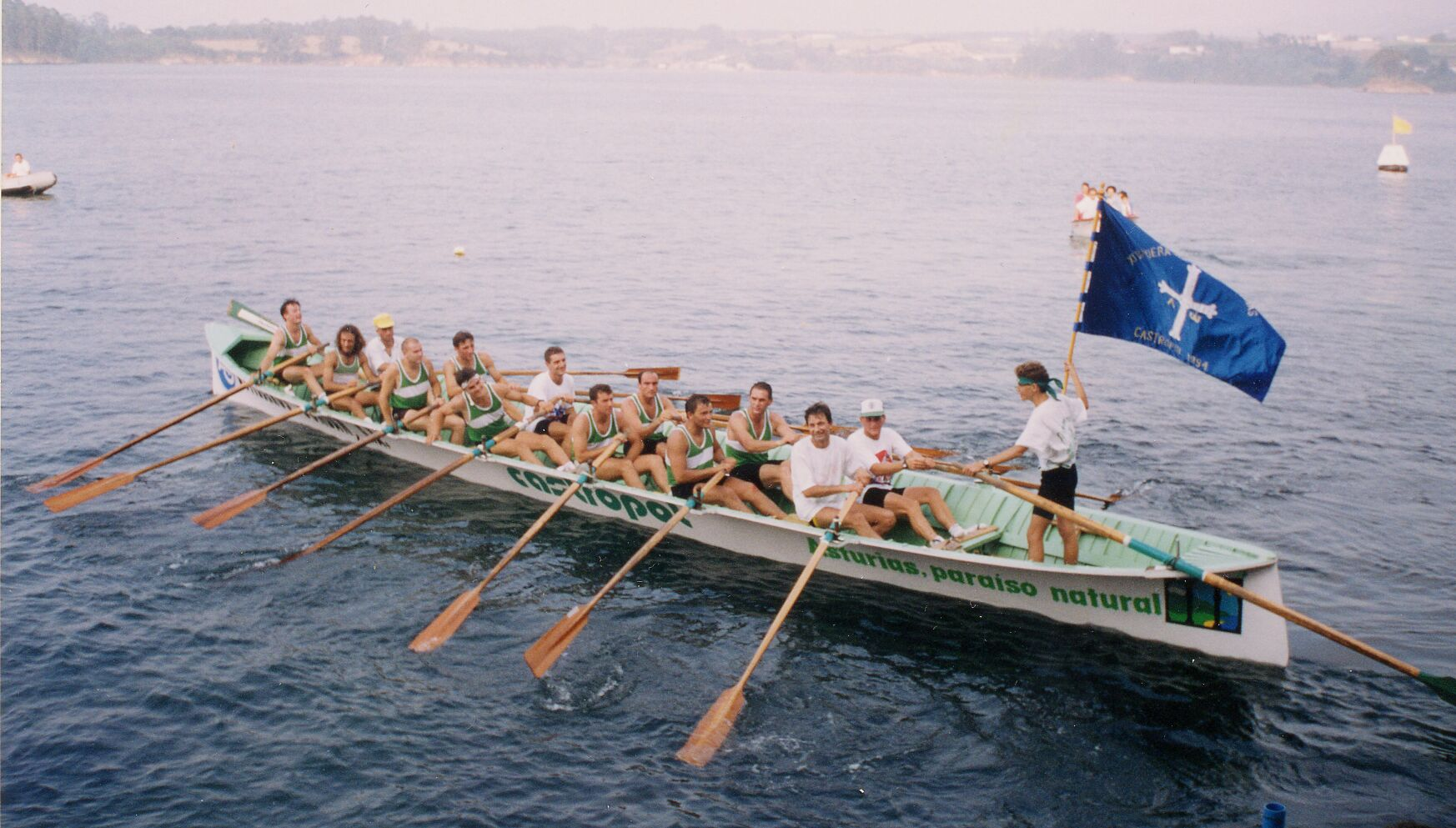
La trainera de Castropol tras vencer en la Bandera Príncipe de Asturias de 1994.

En 1989 la trainera de Castropol disputó 14 regatas y logró 4 victorias y 3 segundos puestos, y con ello daba comienzo lo que podríamos llamar su década prodigiosa, hasta 1999, en la que se demostró la posibilidad de competir al máximo nivel en las pruebas celebradas desde Santander a San Sebastián, es decir lo que entonces era el sancta sanctorum de las regatas de traineras. A lo largo de esos años Castropol cosechó repetidas victorias en competiciones como, entre otras, la Bandera de Santander, Bandera del Real Astillero de Guarnizo, Bandera Ciudad de Castro Urdiales y Lequeitio, permitiéndose incluso el lujo de triunfar en una exhibición de champas (remo a máximo ritmo durante una corta distancia), celebrada en 1991 bajo los donostiarras puentes del Urumea. Pero lo que tenía que haber sido la culminación de esta época, la subida al podio del Campeonato de España de 1999, la temporada en que Castropol consiguió un nivel realmente espléndido, se convirtió inexplicablemente en una tremenda frustración, al no conseguirse ni siquiera el paso a la regata final.
A partir de ello, empezaría una gradual pero continua ascensión que culmina en 1993, cuando con un oro (en 2x) y dos platas (en 4x y 2+) el Club de Mar de Castropol se coloca en la cabeza del medallero de la categoría absoluta, por encima incluso de los grandes clubes catalanes, vascos y andaluces. Y en 1999 el remo olímpico también contribuyó al aluvión de éxitos del cincuentenario del club; en Sevilla Castropol se proclamó Campeón de España en 1x. Pero fue en el año 2003 cuando Castropol logró su más sensacional éxito en remo olímpico. De nuevo en Sevilla, en la modalidad máxima del banco móvil, cuya final tradicionalmente cierra los Campeonatos de España de Remo, Castropol memorablemente venció a todos sus rivales, incluido el Club de Remo Olímpico de Orio, vencedor ininterrumpido de los nueve títulos nacionales anteriores, proclamándose Campeón de España de 8+:

Castropol impidió que Orio sumara ayer su décimo título nacional consecutivo en el "ocho con" al superar a los aguiluchos en los últimos metros de la final del Campeonato de España de remo olímpico que se ha celebrado este fin de semana en Sevilla. Un codo a codo entre las dos embarcaciones que motivó los mejores registros de los últimos años en una regata de clubes. Castropol marcó en la línea de meta un tiempo de 5:41.67, mientras que Orio detuvo el crono en 5:42.21; tercero y cuarto fueron Náutico de Vigo y Marítimo de Barcelona, respectivamente, mientras que Pasai Donibane-Koxtape logró la quinta plaza por delante de Bañolas. Y es que el ocho de Orio [...] llegaba a Sevilla en un excelente momento de forma. Los registros en la regatas previas invitaban de nuevo al optimismo. Se hablaba incluso de que el ocho con de esta temporada fuera uno de los mejores botes de los últimos años. El resultado en los entrenamientos era bueno pero ayer Castropol demostró un altísimo nivel en la especialidad máxima del remo olímpico. No pudo ser. El segundo puesto, sin embargo, debe llenar de satisfacción a los oriotarras. Un dato: dos de los remeros de Castropol tuvieron que ser trasladados a un centro hospitalario para recuperarse del esfuerzo realizado.

 48 horas después, tres de los remeros de Castropol eran fichados por Orio para su trainera.
La máxima apoteosis batelera de Castropol tuvo lugar el 25 de abril de 1999 en La Coruña, cuando las dos tripulaciones del club clasificadas para el Campeonato de España conquistaron las medallas de oro y de bronce, logro jamás conseguido por ningún otro club español en ninguna modalidad del remo. Uno de los bateles triunfales exhibía en su amura, blanco sobre verde, su nombre: Ricardín. En 2003 el Club de Mar de Castropol se proclamó por sexta vez en su historia Campeón de España de bateles, situándose con ello como el club español más laureado en esa modalidad, posición reforzada por el subcampeonato nacional logrado en 2007.
Y la historia de éxitos a máximo nivel nacional en trainerillas se cierra, por ahora, en la final del campeonato nacional de 1999, en las aguas caseras de la Ría del Eo. Esta vez se venía de un triunfo arrollador en el Campeonato de España de bateles y, tras muchos años remando en embarcaciones en mal estado o prestadas, se disponía de dos trainerillas de fibra propias para poder competir al máximo nivel, y, disputadas las eliminatorias, la final quedó configurada con las dos tripulaciones de Castropol, la gallega de Samertolomeu de Meira y las dos de Pasajes de San Juan (Koxtape y Donibaneko); con lo que por primera vez el pueblo, en plena euforia, podía disfrutar del espectáculo de dos tripulaciones castropolenses en una final nacional. Finalmente, entre el oro de Donibaneko y el bronce de Meira, Castropol se llevó la plata. Con ella, sumada con lo logrado en bateles y con el oro que dos semanas después se conseguiría en Sevilla con el skiff en los campeonatos nacionales de remo olímpico, quedaba servida para el cincuentenario del club la más memorable primera mitad de temporada.
Y entre ambos extremos, un logro histórico. En 1995, tras cuarenta y seis años de ininterrumpido dominio vasco el título nacional salió al fin de las provincias vascongadas: el 4 de junio, en Avilés otra vez, y con embarcación prestada otra vez, Castropol dejaba a Orio con la miel en los labios (titular a toda plana en un periódico bilbaíno) y se proclamaba Campeón de España de trainerillas.

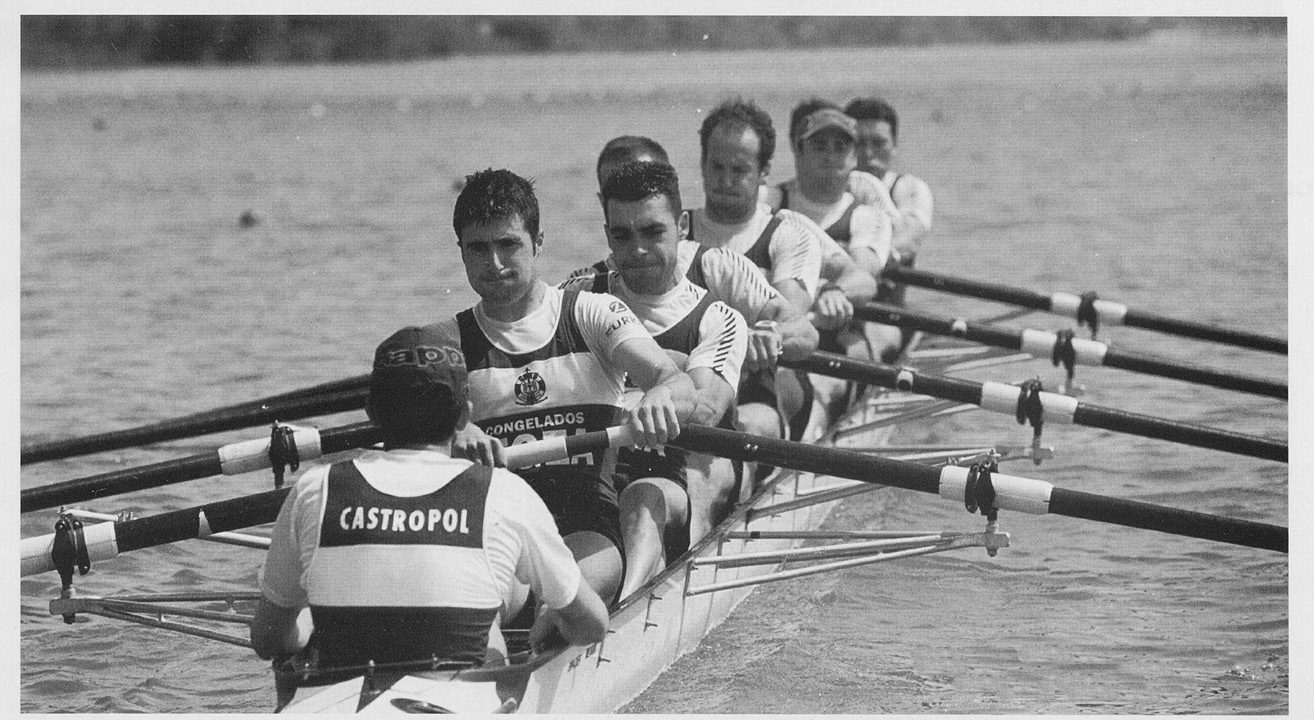
El ocho de Castropol, campeón de España 2003.

Aunque en Castropol se carece de todas las instalaciones de salida y meta requeridas en cualquier pista de competición de remo olímpico moderna, se han disputado aquí varios campeonatos de Asturias e incluso uno de España, y algunas otras pruebas, de las que quizá la más destacable sea la Regata Villa de Castropol para ochos, que tuvo varias ediciones.
En 2022 ganó la Liga Gallega de Traineras B y consiguió el ascenso de división, donde participa desde entonces.

## Palmarés

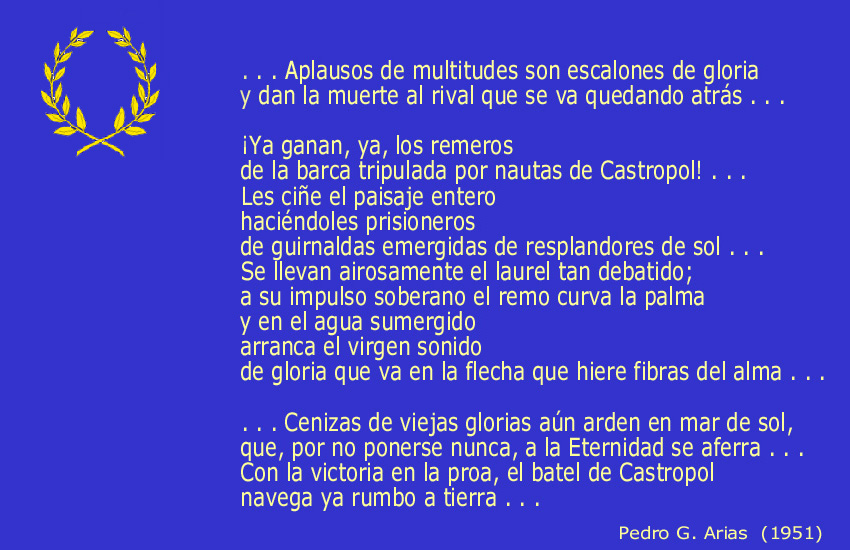
Epinicio en honor del Club de Mar de Castropol.

### Campeonatos de España
- 7 veces el Campeonato de España de Bateles (1962 sénior, 1964 sénior, 1965 sénior, 1990 juvenil, 1994 sénior, 1999 sénior, 2003 sénior)
- 2 veces el Campeonato de España de Trainerillas (1990 juvenil, 1995 sénior)
- 2 veces el Campeonato de España de ocho con timonel (2002 juvenil larga distancia, 2003 sénior)
- 3 veces el Campeonato de España de cuatro scull (1989 juvenil masculino, 1997 cadete femenino, 2014 cadete)
- 7 veces el Campeonato de España de doble scull (1982 infantil femenino, 1988 infantil femenino, 1988 juvenil femenino, 1988 juvenil femenino, 1993 sénior, 1999 juvenil, 2024 alevín)
- 1 vez el Campeonato de España de dos con timonel (1987 juvenil)
- 8 veces el Campeonato de España de skiff (1982 infantil femenino, 1984 cadete femenino, 1986 juvenil femenino, 1989 juvenil femenino, 1999 sénior, 2001 sénior, 2002 sénior, 2007 alevín femenino)
- 1 vez el Campeonato de España de remo mar (2022 sénior femenino)
- 2 veces el Campeonato de España de Remoergómetro (2000 sénior, 2001 sénior)

### Banderas
- 2 Campeonatos de Asturias de traineras: 1971, 2002.
- 1 Bandera de Lequeitio: 1989.
- 2 Banderas de Llanes: 1991 y 2000.
- 3 Banderas de O Grove: 1991, 1992 y 1994.
- 1 Bandera Miko de San Sebastián: 1991.
- 1 Regata Olímpica de Barcelona: 1992.
- 2 Banderas Príncipe de Asturias: 1994 y 1999.
- 2 GP de Astillero: 1994 y 1995.
- 2 Banderas de Santander: 1994 y 1995.
- 1 Bandera del Real Astillero de Guarnizo: 1995.
- 2 Banderas Ciudad de Castro Urdiales: 1995 y 1999.
- 1 Bandera de Camargo: 1996.
- 1 Bandera de Oleiros: 1999.
- 3 Banderas Festival Intercéltico de Avilés: 2001, 2002 y 2008.
- 1 Bandera de Gijón: 2001.